# Појеница (Сибињ)
Појеница (рум. Poienița) насеље је у Румунији у округу Сибињ у општини Карца. Oпштина се налази на надморској висини од 449 m.

## Становништво
Према подацима из 2002. године у насељу је живело 18 становника, од којих су сви румунске националности.